# Grajf
Pogostost priimka Grajf je bila po podatkih Statističnega urada Republike Slovenije na dan 1. januarja 2010 manjša kot 5 oseb.

## Znani nosilci priimka
- Martin Greif - Rudi (1918 - 1975), partizanski poveljnik, politik
- Sašo Grajf (*1965), biatlonec in trener